# Ебецу

43°06′14″ пн. ш. 141°32′10″ сх. д. / 43.10389° пн. ш. 141.53611° сх. д.
Ебе́цу (яп. 江別市, えべつし, МФА: [ebet͡su̥ ɕi]) — місто в Японії, в окрузі Ісікарі префектури Хоккайдо.

## Короткі відомості
Розташоване в центрі рівнини Ісікарі. Виникло на базі японської колонії, заснованої 1878 року. Центр целюлозно-паперової та молочної промисловості. Виконує функцію спального району Саппоро. Освітній центр. Станом на 1 жовтня 2008 року площа міста становила 187,57 км². Станом на 31 березня 2017 населення міста становило 118 774 осіб.